# Kristoffer Rahbek
Kristoffer Rahbek (født 1995 i Horsens) er en dansk sanger, sangskriver og musikproducer.
Kristoffer Rahbek gjorde sig i 2012 bemærket som et dansk internetfænomen, da han uploadede sin egen version af Michel Telós sang "Ai Se Eu Te Pego", hvilket medførte en betydelig eksponering på Youtube. Udover coverversion af "Ai Se Eu Te Pego" har Kristoffer Rahbek uploadet en række andre covers, og Rahbek har opnået over ti millioner fremvisninger på Youtube.
Den betydelige interesse i Kristoffer Rahbek fra Youtubes brugere medførte, at pladeselskabet Universal Music gav Kristoffer Rahbek en pladekontrakt. Kristoffer Rahbek udgav i 2012 debutsinglen "Hate That I Love You", der tillige blev medtaget på albummet Hits for Kids 29 samme år. I 2013 udgav Rahbek single nr. to "Junkie for Love"